# Horace Wesley Stunkard
Horace Wesley Stunkard (né le 23 août 1889 à Monmouth, dans l'Iowa ; mort le 10 septembre 1989 à Falmouth, dans le Massachusetts) est un parasitologiste américain.

## Publications
- (en) Horace W. Stunkard, "The Life-History and Systematic Relations of the Mesozoa", The Quarterly Review of Biology, Vol.29, No.3, September 1954, p. 230-244. JSTOR:2815667

- (en) Horace W. Stunkard, "Clarification of Taxonomy in the Mesozoa", Systematic Zoology, Vol.21, No.2, June 1972, p. 210-214. DOI 10.1093/sysbio/21.2.210 JSTOR:2412290